# Великий восток Италии
Великий восток Италии (ВВИ) (итал. Grande Oriente d'Italia) — регулярная масонская организация, располагавшаяся в Палаццо Джустиниани в Риме (Италия) с 1901 по 1985 год, а сейчас расположенная на вилле Васкелло.. Великий восток Италии был основан 20 июня 1805 года.

## История

### Происхождение
16 марта 1805 года был официально основан в Милане Верховный совет Италии Древнего и принятого шотландского устава, по патенту Александра де Грасса, который действовал согласно полномочий данных ему Верховным советом южной юрисдикции в Чарльстоне (первого Верховного совета ДПШУ в мире).
В рамках конституции Верховного совета Италии было прямо предусмотрено, что: Верховный совет Италии создаёт и обладает всей суверенной властью над великой ложей в Италии под именем Великий восток Древнего и принятого шотландского устава. Это было рождение Великого востока Италии, который был ритуально создан 20 июня 1805 года руками основателей верховного совета. По этому случаю был избран в качестве суверенного великого командора вице-король Италии — Евгений Богарне, а должность великого канцлера занял князь Иоахим Мюрат. 20 июня 1805 года по-прежнему рассматривают как дату, с которой началась история Великого востока Италии.

### История ВВИ в XX веке
Масонство было подавлено Муссолини в 1925 году и затем восстановлено после Второй мировой войны.
В 1972 году ВВИ был признан Объединенной великой ложей Англии (UGLE). На данный момент ВВИ не обладает признанием ОВЛА, которое было отозвано в 1983 году из-за скандала с ложей П-2, и была признана Регулярная великая ложа Италии, которую создали масоны, покинувшие ВВИ. Большая часть великих лож США и европейских великих лож по-прежнему признают Великий восток Италии.

### Ситуация с ложей «Propaganda Due»
Деятельность ложи «Propaganda Due» подверглась тщательному расследованию как руководства ВВИ, так и журналистскому и уголовному. Были выявлены связи руководителя ложи Личо Джелли с мафией и ЦРУ. Загадочная смерть Роберто Кальви, члена ложи «Propaganda Due», подверглась также тщательному расследованию. Великий восток Италии отозвал патент этой ложи и исключил её из своего состава в 1976 году.
С 1976 и до 1981 года ложа функционировала подпольно, нарушая законодательство Италии, запрещающее членство правительственных чиновников в тайных организациях. Ложа теряет статус масонской и переходит в разряд диких лож, которые никем не признавались (и не признаются) и общение на масонском уровне с которыми не ведётся.
В 1980 году Личо Джелли в одном из интервью проболтался о своём влиянии в масонских кругах. Разгневанные этим заявлением члены ВВИ провели заседание масонского трибунала, решением которого Джелли в 1981 году был изгнан из ордена, а ложа «Propaganda Due» закрыта.

## ВВИ сегодня
На июнь 2015 года под юрисдикцией Великого востока Италии находится 824 ложи объединяющие около 23 000 масонов. Действующим великим мастером с 6 апреля 2014 года является Стефано Бизи.

## Великие мастера ВВИ

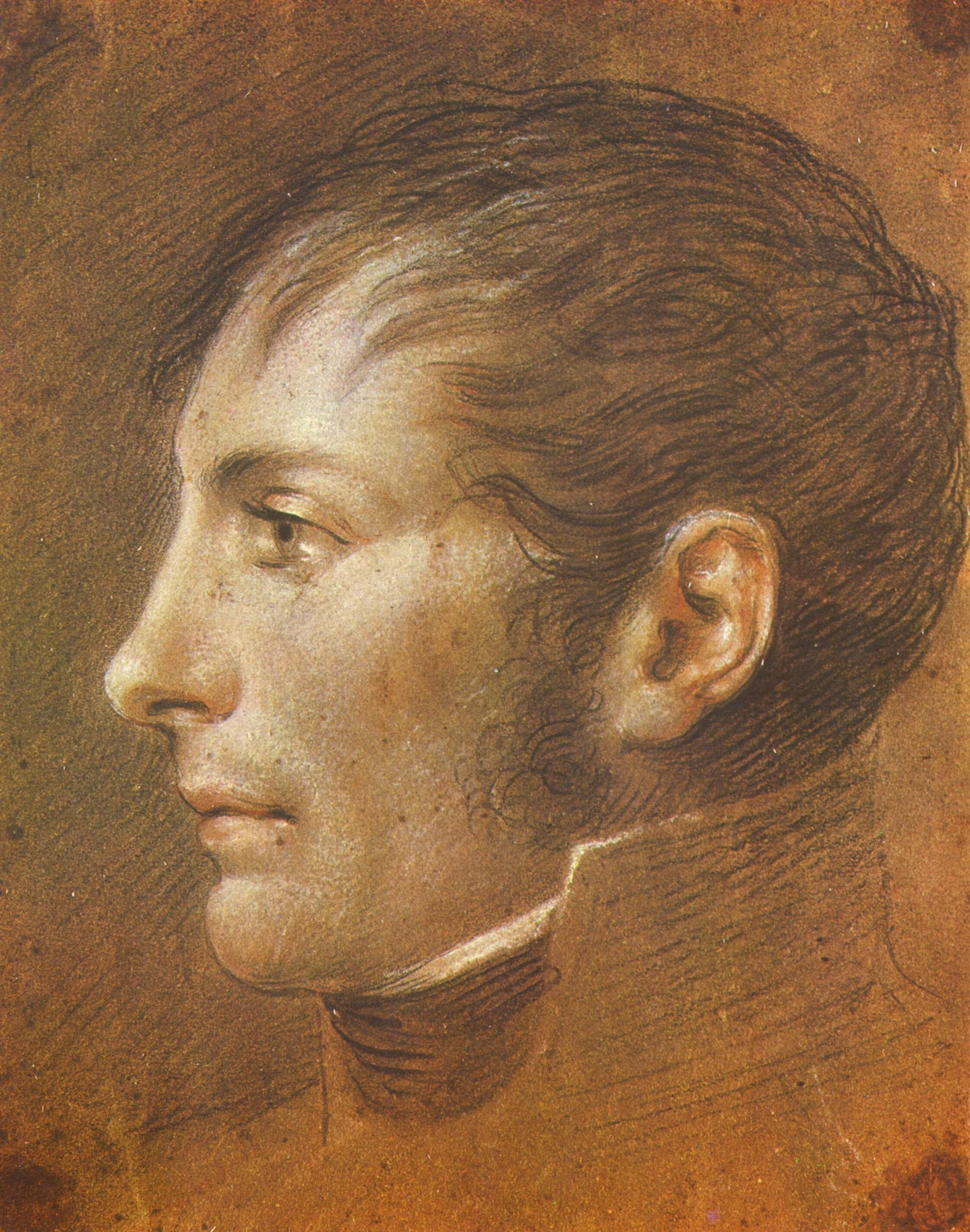
Евгений Богарне (1805—1814)
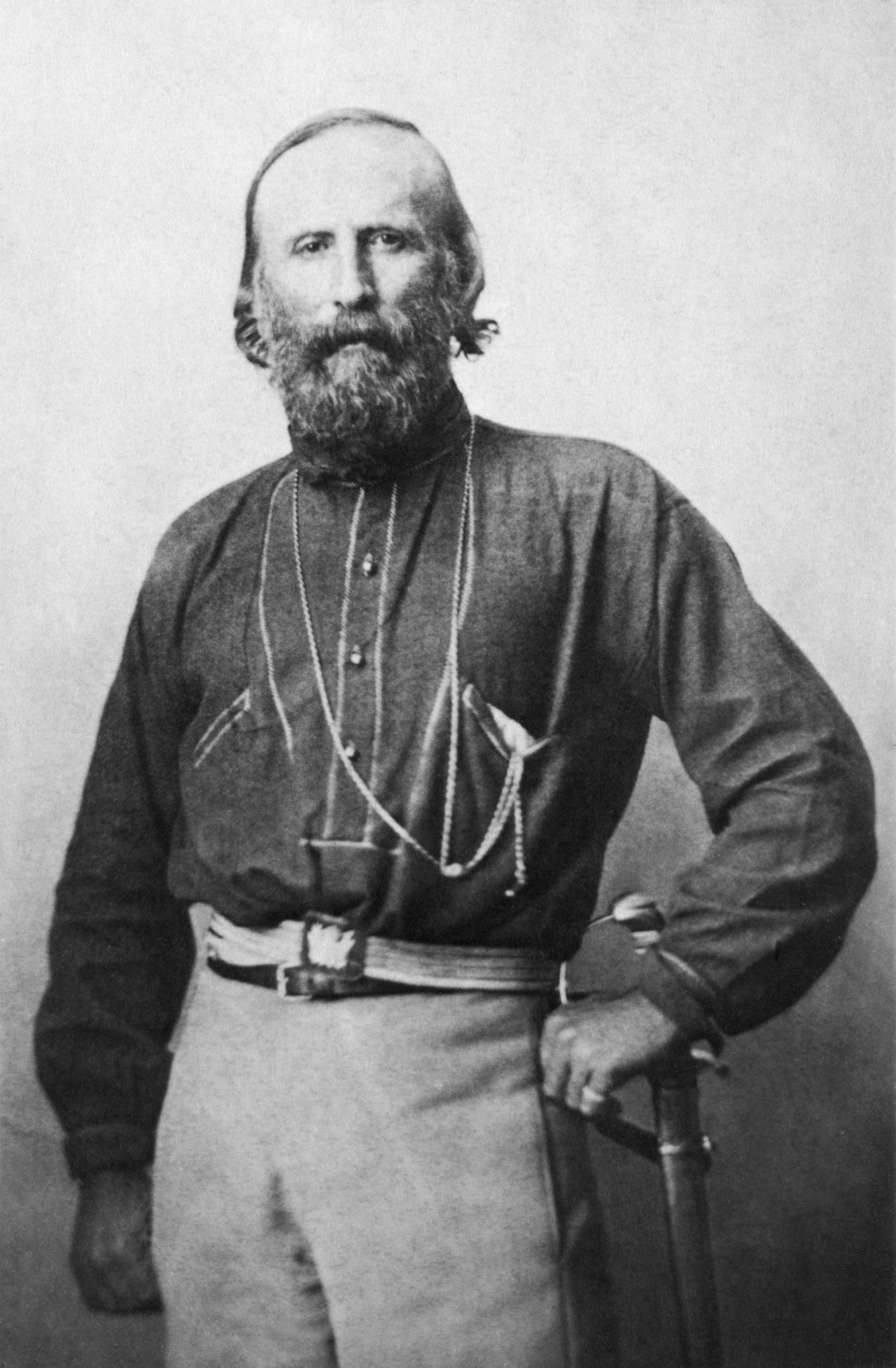
Джузеппе Гарибальди[10] (1864)
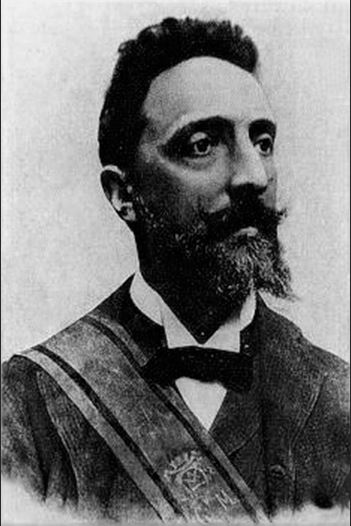
Этторе Феррари[11] (1904—1917)
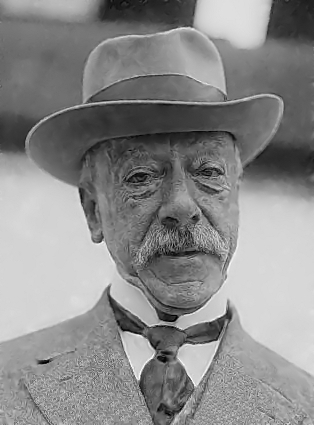
Эрнесто Натан[12] (1896—1904), (1917—1919)

- Армандо Корона[13] (1982—1990)
- Густаво Раффи (2009—2014)
- Стефано Бизи (2014-…)